# Белорусско-венгерские отношения
Белорусско-венгерские отношения — двусторонние отношения между Республикой Беларусь и Венгрией. Дипломатические отношения между двумя странами были установлены 12 февраля 1992 года.

## Двусторонние отношения

### Экономическая сфера
В 2016 году белорусский экспорт в Венгрию составил 51,7 миллиона долларов, белорусский импорт — 104 миллиона долларов США. Наибольшая импортная позиция — лекарства (25 млн долл. США). Внешнеторговый оборот между двумя странами в 2018 году составил 180 млн долларов США, а в 2019-м — 253 миллиона долларов США. В планах — нарастить двусторонний товарооборот до полумиллиарда долларов к 2022—2023 годам.
Беларусь и Венгрия сотрудничают в сфере ядерной энергетики. В мае 2024 года страны подписали крупное ядерное соглашение, которое будет способствовать строительству венгерской атомной электростанции «Пакш II». 
22 мая 2025 года Беларусь и Венгрия заключили соглашение о сотрудничестве в области атомной энергетики на 2025—2027 годы в рамках развития партнёрства. Документ подписали представители Департамента по атомной энергетике Минэнерго, Белорусской АЭС и АЭС «Пакш-2» в рамках Меморандума о взаимопонимании по углублению партнерства в области атомной энергетики между Министерством энергетики Беларуси и Министерством иностранных дел и внешней торговли Венгрии.

### Культурная сфера
В 2009 году подписано двустороннее межправительственное соглашение о сотрудничестве в сфере образования, науки и культуры. С 2014 года венгерский язык преподается в Минском государственном лингвистическом университете. Белорусский язык преподается как факультативный предмет в Будапештском университете имени Лоранца Этвёша с 1994 года. В 2015—2016 годах в международном театральном фестивале «ТеАрт» выступали венгерские театральные коллективы. 13 мая 2016 года в Будапеште на сцене Музыкальной академии Ференца Листа исполнил студенческий хор БГАМ.
В 2010 и 2017 годах были проведены дни белорусской культуры в Венгрии, а в 2014 году — Дни венгерской культуры в Беларуси.

### Военная сфера
В 1996 году Сухопутные войска Венгрии купили у Беларуси 100 танков Т-72. В мае 2005 года инспекционная группа Беларуси проинспектировала два военных объекта в Венгрии на предмет соблюдения обязательств страны по Договору об обычных вооружённых силах в Европе. В марте 2018 года инспекционная группа Венгрии проверила 6-ю отдельную гвардейскую механизированную бригаду Западного оперативного командования.

## Отношения в рамкахЕвропейского союза
Венгрия заинтересована в более тесных контактах между Европейским союзом и Беларусью, о чём неоднократно говорилось венгерскими дипломатами. Она приветствует отмену санкций ЕС против Беларуси по аналогии с Россией и поддерживает переговоры об упрощении визового режима между Беларусью и ЕС. В июне 2017 года министр иностранных дел Венгрии Петер Сийярто заявил, что одним из приоритетов двустороннего сотрудничества является привлечение европейских инвестиций в развитие белорусской экономики.

## Дипломатические представительства
Посольство Беларуси в Будапеште открылось в январе 2000 года, посольство Венгрии в Минске в декабре 2007 года. С 2014 года в Бресте действует почетное консульство Венгрии.